# Wilhelm von König-Warthausen
Wilhelm Friedrich Ludwig Freiherr von Koenig-Warthausen (* 25. Januar 1793 in Stuttgart; † 9. Januar 1879 ebenda) war Soldat, Justizbeamter und Landtagsabgeordneter in Württemberg.

## Familie
Sein Vater Carl Friedrich Wilhelm von Koenig (* 1748; † 22. Juni 1821 in Stuttgart) war Geheimer Oberjustizrat beim 1. Senat des Oberjustizkollegiums in Stuttgart, zuletzt Direktor der Ausstandskommission in Stuttgart. Seine Mutter war Friederike Sophie Elisabeth Heigelin (* 1766).
Er heiratete 1821 Elise Friederike Brastberger (1797–1824) und 1826 als zweite Ehefrau Sophie Ernestine Freiin Varnbüler von und zu Hemmingen (1809–1837). Seine vier Kinder, davon drei aus zweiter Ehe, kamen alle in Ulm zur Welt. Aus der ersten Ehe stammt der spätere Landtagsabgeordnete Freiherr Wilhelm Koenig von Königshofen (1822–1891).

## Leben
Wilhelm von Koenig-Warthausen besuchte das Gymnasium in Stuttgart. Noch vor Beendigung der Schulzeit wurde er auf Befehl von König Friedrich von Württemberg im Frühjahr 1811 zum Militär eingezogen und dem Infanterieregiment Nr. 4 Franquemont zugeteilt. Im Januar 1812 wurde er als Leutnant zum Leib-Chevauxlegers-Regiment Nr. 1 Herzog Heinrich, Ulm versetzt. Mit diesem nahm er im Verband der württembergischen Truppen an Napoleons Russland-Feldzug teil. Er überlebte die militärische Katastrophe und nahm 1814 als 21-Jähriger seinen Abschied vom Militär, um in Heidelberg und Tübingen Rechtswissenschaften zu studieren.
Nach Bestehen der Dienstprüfung wurde er 1819 zunächst als Referendär II. Klasse dem Gerichtshof in Esslingen zugeteilt, kam aber bereits am 3. Dezember 1819 als Assessor zum Gerichtshof in Ulm. In den 20 Jahren seiner dienstlichen Tätigkeit in Ulm stieg er am zum Justizrat und zum Oberjustizrat auf. 1823 wurde er vom König in den württembergischen Freiherrenstand erhoben. Am 14. November 1839 wurde er in Stuttgart zum Obertribunalrat ernannt. Von 1849 bis 1857 gehörte der Königliche Kammerherr als vom König berufenes Mitglied dem Württembergischen Staatsgerichtshof an.
Er erwarb 1829 sowohl das Rittergut Warthausen (Oberamt Biberach) als auch von seinem Schwiegervater das Rittergut Fachsenfeld (Oberamt Aalen).
Im Alter verfasste er Aufzeichnungen seiner militärischen Erlebnisse, die - zusammen mit zwei weiteren Augenzeugenberichten des Russland-Feldzugs von 1812 - von Bernhard Hildebrand veröffentlicht wurden. An den Feldzug erinnert auch ein Zimmer im Schloss Fachsenfeld und ein Denkmal für seinen Rappen im Schlosspark.
Wilhelm von Koenig-Warthausen ist auf dem evangelischen Friedhof in Fachsenfeld bestattet.

## Politik
1832 wurde er in Ulm für die Ritterschaft des Donaukreises als Abgeordneter in die Zweite Kammer des württembergischen Landtags gewählt, der nur vom 15. Januar bis zum 22. März 1833 tagte. Von 1844 bis 1848 gehörte er, wiederum für die Ritterschaft des Donaukreises, erneut dem Landtag an.

## Ehrungen
- 1813 Ritterkreuz des Militär-Verdienst-Ordens
- 1838 Ritterkreuz des Ordens der württembergischen Krone[4],
- 1856 Kommenturkreuz 2. Klasse des Friedrichs-Ordens[5]
- 1857 Kommenturkreuz des Ordens der Württembergischen Krone
- Kriegsgedenkmünze